# Wiry (gmina)
Wiry (lub Wyry, od 1922 Klesów) – dawna gmina wiejska istniejąca do 1922 roku w woj. poleskim (obecnie na Ukrainie). Siedzibą gminy były Wyry (679 mieszkańców w 1921 roku).
Początkowo gmina należała do powiatu rówieńskiego w guberni wołyńskiej. Na przełomie 1919/20 gmina weszła w skład administracyjnego okręgu wołyńskiego (ZCZW lub ZCZWiFP). 15 marca 1920 r. pod Zarządem Cywilnym Ziem Wołynia i Frontu Podolskiego gmina weszła w skład nowo utworzonego powiatu sarneńskiego.
1 czerwca 1920 została przekazana Rządowi RP, a 19 lutego 1921 weszła w skład woj. poleskiego.
15 maja 1922 roku gminę przemianowano na gmina Klesów.